# Primase

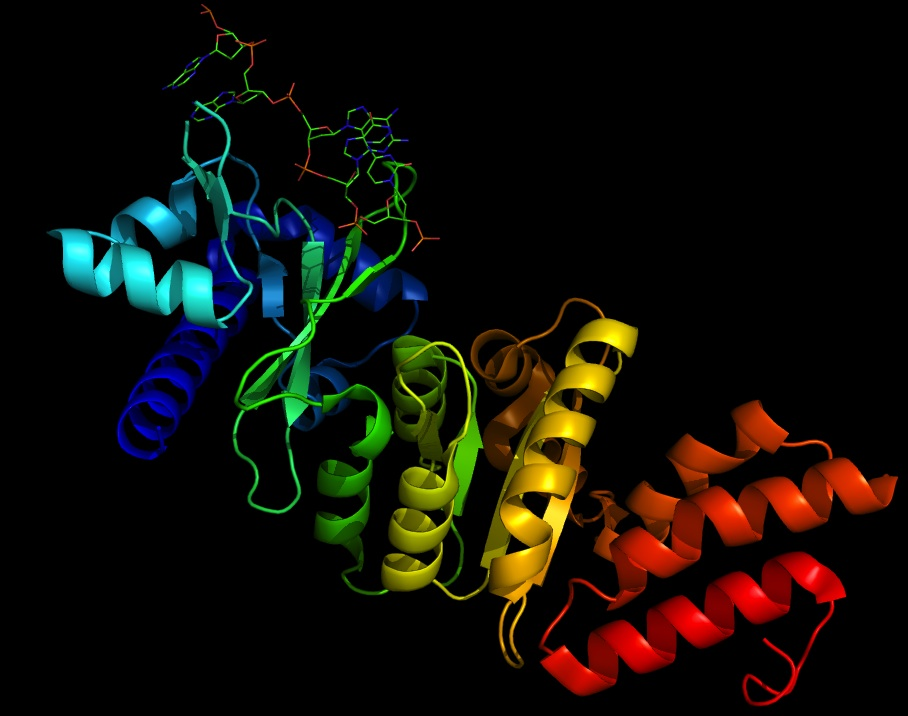
Structure de la primase complexée à un brin d'ADN

La primase ou ADN primase est une enzyme intervenant dans le processus de réplication de l'ADN. C'est une ARN polymérase qui permet la synthèse de courts segments d'ARN qui sont ensuite utilisés comme amorces par l'ADN polymérase réplicative. 
La majorité des ADN polymérases connues ont en effet besoin d'une amorce et ne sont capables que d'allonger une région déjà partiellement double brin, en ajoutant un nucléotide à une extrémité 3' hydroxyle déjà présente. La primase, en revanche, est capable de synthétiser une amorce d'ARN de novo, à partir d'une matrice d'ADN.
On trouve des primases chez toutes les espèces, dans les trois domaines du vivant (archées, eucaryotes et bactéries), c'est une enzyme essentielle à la réplication cellulaire. Dans la cellule, la primase fait partie du complexe multiprotéique de réplication de l'ADN appelé réplisome.
Le nom de primase vient du terme anglais primer, qui signifie amorce.

## Activité enzymatique
La primase est une ARN polymérase-ADN dépendante, comme les ARN polymérases qui transcrivent les différents ARN cellulaires. Comme elles, elle utilise des ribonucléotides triphosphate comme substrat. La primase se distingue toutefois des ARN polymérases par plusieurs caractéristiques. Tout d'abord, elle n'utilise comme matrice que de l'ADN simple brin, produit par l'action d'une hélicase au niveau de la fourche de réplication, tandis que les ARN polymérases transcrivent à partir d'ADN double brin. Ensuite, elle a une processivité faible, c'est-à-dire qu'elle ne synthétise que de courts fragments d'ARN, typiquement 10 à 12 nucléotides suivant les espèces, avant de céder la place à une ADN polymérase qui allonge l'amorce ARN.
Les primases démarrent la synthèse de l'amorce en fixant deux nucléotides triphosphates dans leur site actif, en général des purines (ATP ou GTP), ce qui constitue l'étape limitante de la réaction de l'amorce. Elles allongent ensuite une dizaine de ribonucléotides.
Les primases sont parmi les polymérases les plus lentes et les moins fidèles du monde vivant. Ceci s'explique par le fait qu'elles ne synthétisent que des polynucléotides très courts, qui sont ensuite éliminés lors de la suture des fragments d'Okazaki. Les primases eucaryotes sont de surcroit des enzymes capables de compter, puisqu'elles polymérisent des amorces ARN dont la longueur est systématiquement multiple de 10 (10, 20, 30 ou 40 nucléotides). Elles font une pause après avoir polymérisé un groupe de dix nucléotides, ce qui permet à l'ADN polymérase de prendre le relai.

## Rôle dans la réplication
La primase sert en particulier à synthétiser l'amorce des fragments d'Okazaki sur le brin lent (en:lagging strand) au niveau de la fourche de réplication. La primase commence un fragment d'Okazaki environ tous les 1000 nucléotides, qui est ensuite allongé par une ADN polymérase réplicative : l'ADN polymérase III chez les bactéries ou l'ADN polymérase δ chez les eucaryotes. Le produit de ces deux étapes est donc un brin d'acide nucléique hybride, qui démarre par une amorce d'ARN d'environ 10 nucléotides, et se continue par un segment d'ADN qui couvre la zone jusqu'à la prochaine amorce.
Lorsque l'ADN polymérase atteint l'amorce du fragment d'Okazaki suivant, l'amorce ARN synthétisée par la primase est hydrolysée et remplacée par de l'ADN. Les fragments sont alors suturés par de l'ADN ligase.

## Primases dans les différents domaines du Vivant
La primase des bactéries est codée par le gène dnaG, c'est une enzyme monomérique, dont le poids moléculaire est d'environ 65 kD (chez Escherichia coli). Elle est associée à l'hélicase de la fourche de réplication codée par le gène dnaB, qui stimule son activité enzymatique. Il y a environ trois primases pour un hexamère d'hélicase au niveau du réplisome. Les primases bactériennes démarrent la synthèse de manière préférentielle sur les séquences débutant par le dinucléotide 5'-AG-3'.
Chez les eucaryotes, la primase est une enzyme dimérique, constituée de deux sous-unités différentes, de poids moléculaires environ 50 kD et 60 kD, qui sont structuralement distinctes des primases bactériennes. C'est la petite sous-unité de la primase qui porte le site actif de la polymérase. La polymérisation de l'amorce démarre préférentiellement par une purine (A ou G). La primase eucaryote est trouvée systématiquement associée en complexe avec l'ARN polymérase α, qui est elle-même un dimère.
Chez les Archaea, il existe un homologue à la primase eucaryote, mais sans équivalent à la sous-unité polymérase α. Il est surprenant de noter que les primases d'Archaea peuvent également synthétiser de l'ADN in vitro. Il existe également chez les Archaea un homologue à la protéine DnaG des bactéries.
Enfin, certains bactériophages, comme le phage T7, ont leur propre primase.